# Serrat de l'Espelta
El Serrat de l'Espelta és una serra situada al municipi de Moià a la comarca del Moianès, amb una elevació màxima de 972 metres.